# Tales from the Crypt
Tales from the Crypt (Contos da Cripta no Brasil, Contos de Arrepiar em Portugal) foi um seriado de televisão americano da HBO de 93 episódios de 24 minutos, criado a partir de histórias em quadrinhos (banda desenhada em Portugal) publicadas pela EC Comics e transmitido inicialmente de 10 de junho de 1989 a 19 de julho de 1996.
No Brasil, foi originalmente exibido pela TV fechada, através do canal Multishow, na versão legendada em português com o áudio original em inglês, onde foi batizado de Contos de Terror. Depois, estreou na TV aberta pela Band, onde foi exibido entre 1996 e 1997, já com a tradução oficial e com a versão dublada nos estúdios da Álamo, com Élcio Sodré na voz do Guardião da Cripta. Também foi exibido no final da mesma década pelo extinto Canal Fox. Alguns episódios da série foram convertidos como longa-metragem e exibidos pelo SBT e TV Globo, porém com uma nova dublagem feita na Herbert Richers e com o título Lendas do Além-Túmulo.

## Sinopse
Contos da Cripta surgiu da adaptação de histórias da revista em quadrinhos Tales from the Crypt da EC Comics, que que eram cheias de tensão e sobretudo humor negro, seguindo os passos de Creepshow, uma outra produção baseada em coletâneas de filmes, surgiu em 1995, trazendo 3 diretores à frente do projeto: Ernest Dickerson, Leigh A. Webb e Gilbert Adler.
Cada episódio conta uma história individual de terror/suspense, apresentada pelo Guardião da Cripta (Não tem nome, embora em um episódio seja chamado de Creeptee). O guardião da Cripta aparece no início e no final de cada episódio como uma espécie de alívio cômico, contando a essência da história e fazendo diversas tiradas sarcásticas relacionadas ao tema.
Os episódios costumam tratar de temas como morte, espíritos, assassinato etc.

## Protagonistas
Muitos famosos de Hollywood atuaram ocasionalmente nesta série: Patricia Arquette (Four-Sided Triangle), Timothy Dalton, Kirk Douglas, Whoopi Goldberg (Dead Wait), Teri Hatcher, Demi Moore, Brad Pitt, Christopher Reeve, Martin Sheen, Michael J. Fox (The Trap), Tom Hanks, Kyle MacLachlan, Arnold Schwarzenegger, Brooke Shields, Mark Ruffalo, Daniel Craig, Roger Daltrey, Ewan McGregor, Iggy Pop, Slash e Malcolm McDowell. Além de outros atores e atrizes em início de carreira, não muito famosos na época, e que hoje brilham no cenário hollywoodiano.

## Lista de Episódios

### 1ª Temporada (1989)
01 - The Man Who Was Death (O Homem que era a Morte)

Um carrasco fica revoltado quando o governo revoga a Pena de Morte em seu Estado. Com o objetivo de continuar realizando o seu trabalho e aplicando a justiça ele passa a perseguir os criminosos.

02 - And All Through the House (Por Toda a Casa)

Durante o Natal uma mulher mata seu marido para ficar com o dinheiro do seguro. Pouco depois um psicopata, fantasiado de Papai Noel, foge do hospício e passa a perseguir a mulher em sua própria casa.

03 - Dig That Cat... He's Real Gone (Enterre este Gato... Ele está Morto)

A glândula de um gato é implantada no cérebro de um homem e este passa a ter as nove vidas do animal. De posse desta habilidade, ele passa a fazer shows nos quais desafia a morte.

04 - Only Sin Deep (Bela como um Pecado)

Uma vaidosa prostituta negocia sua beleza em uma loja de penhores. Após um breve período de felicidade ela passa a ter sérios motivos para arrepender-se da transação.

05 - Lover Come Hack to Me (Amor, Venha me Retalhar)

Em sua viagem de lua-de-mel o marido pretende matar a esposa para ficar com sua herança, porém uma certa tradição familiar muda seus planos.

06 - Collection Completed (Coleção Completa)

Um aposentado fica irritado por sua mulher ter o hábito de acolher e levar para casa vários tipos de animais. Porém aos poucos ele percebe estes animais também pode ajudá-lo a passar o tempo.

### 2ª Temporada (1990)
07 - Dead Right (Morte Certa)

Uma mulher, seguindo o conselho de uma vidente, casa-se com um homem grotesco para tornar-se rica.

Demi Moore participa deste episódio.
08 - The Switch (A Troca)

Um velho milionário, enlouquecido de paixão, submete-se a várias cirurgias para tornar-se mais jovem.
Arnold Schwarzenegger, além de ser o diretor deste episódio, também auxilia o Guardião da Cripta (Cryptkeeper no original) na apresentação inicial.

09 - Cutting Cards (Cartas Cortantes)

Dois apostadores rivais envolvem-se em um horripilante jogo de cartas.

10 - 'Til Death (Até a Morte)

Homem tenta conquistar uma rica mulher com uma poção de uma sacerdotisa vodu, porém a poção tem resultados além dos esperados

11 - Three's a Crowd (Três São Demais)

Um casal vai comemorar os seus dez anos de casados na propriedade de um ex-namorado da esposa. O marido, desconfiado de que ambos tem um caso, decide tomar uma atitude em relação a situação.

12 - The Thing from the Grave (A Coisa da Tumba)

Uma modelo se apaixona por seu fotógrafo. Quando o namorado descobre, resolve matar seu amante. Porém ele percebe que o verdadeiro amor não acaba facilmente.

13 - The Sacrifice (O Sacrifício)

Nesta pequena história de suspense um agente de seguros, apaixonado pela esposa de um cliente, decide matá-lo para ficar com a sua fortuna e com a sua mulher.

14 - For Cryin' Out Loud (Para Chorar Baixinho)

Um produtor de rock organiza um show beneficente e rouba todo o dinheiro arrecadado. Após aplicar o golpe a sua consciência começa a confrontá-lo.

O roqueiro Iggy Pop participa deste episódio interpretando o vocalista da banda que toca no show.

15 - Four-Sided Triangle (O Triângulo Quadrilátero)

Uma jovem mulher (interpretada por Patricia Arquette), vítima de abusos e prisioneira em uma fazenda, começa a desenvolver uma estranha relação amorosa com um espantalho.

16 - The Ventriloquist's Dummy (O Boneco do Ventríloquo)

Um jovem ventríloquo reencontra um famoso ventríloquo, de quem é grande fã, e descobre o terrível segredo de seu sucesso.

17 - Judy, You're Not Yourself Today (Judy, Hoje Você Não Parece a Mesma)

Algumas confusões ocorrem na vida de um casal quando uma vendedora de cosméticos convence a esposa a experimentar um belíssimo cordão.

18 - Fitting Punishment (A Justa Punição)

Um cruel dono de uma funerária passa a cuidar de seu sobrinho de 16 anos que ficou recentemente órfão.

19 - Korman's Kalamity (Calamidade de Korman)

Um escritor de histórias em quadrinhos percebe que tudo que cria se torna realidade.

20 - Lower Berth (Apaixonados)

Em um circo um homem de duas caras apaixona-se por uma múmia de 4000 anos.

21 - Mute Witness to Murder (Testemunha Muda do Crime)

Após testemunhar um assassinato, uma mulher fica muda, é internada em uma clínica psiquiátrica e é cuidada pelo médico que cometeu o crime.

22 - Television Terror (Terror Televisivo)

Com o objetivo de aumentar a audiência de uma atração televisiva uma equipe decide realizar um programa em uma casa mal-assombrada.

23 - My Brother's Keeper (O Guardião do Meu Irmão)

A história gira em torno da complicada relação entre dois irmãos siameses portadores de personalidades bem distintas.

24 - The Secret (O Segredo)

Um garoto de 12 anos é adotada por um casal que esconde um terrível segredo.

### 3ª Temporada (1991)
25 - Loved to Death (Amado até a Morte)

Um escritor utiliza uma poção mágica para fazer com que a mulher de seus sonhos se apaixone por ele.

26 - Carrion Death (Morte Imunda)

Após um assalto um bandido é perseguido por um policial através do deserto. Um abutre acompanha a perseguição e começa a interagir com os dois homens.

27 - The Trap (A Armadilha)

Após perder o emprego, homem forja sua própria morte para conseguir o dinheiro do seguro. O problema está quando todos se convencem que ele está realmente morto

28 - Abra Cadaver (Abra Cadáver)

Um médico, vítima de ataque cardíaco provocado por uma brincadeira de mau gosto de seu irmão, descobre uma maneira macabra de se vingar.
29 - Top Billing (No Topo da Bilheteria)

Um ator frustrado toma uma decisão drástica para obter o papel de Hamlet em uma montagem teatral.
30 - Dead Wait (A Espera Mortal)

Um bandido vai até uma ilha devastada pela guerra civil para roubar uma jóia. Para concretizar seu plano ele conta com a ajuda de uma sacerdotisa vodu.

31 - The Reluctant Vampire (O Vampiro Relutante)

Um vampiro que se recusa a matar para conseguir sangue passa a trabalhar como vigia de banco de sangue em um hospital. Mas quando o dono percebe que seu estoque está diminuindo, o vampiro não tem escolha a não ser matar pessoas para repor o sangue.

32 - Easel Kill Ya (A Pintura Mortal)

Após retratar um assassinato um pintor fracassado encontra um homem disposto a comprar seu trabalho. Mas quando este exige uma nova obra o artista terá que decidir qual a orientação que assumirá para seus trabalhos e para sua vida.

33 - Undertaking Parlor (A Zona do Coveiro)

Um grupo de crianças aspirantes a serem grandes cineastas de terror, vão a um necrotério para fazer algumas filmagens, quando são testemunhas de uma conspiração.

34 - Mournin' Mess (Banquete do Luto)

Um jornalista investigativo de homicídios descobre que as mortes que estão ocorrendo estão ligadas a um grupo secreto.

35 - Split Second (Décimos de Segundo)

Uma mulher casa-se com um gentil lenhador, mas a situação complica-se quando ela se sente atraída por um dos funcionários do marido.

36 - Deadline (O Caçador de Notícias)

Um repórter, prestes a salvar sua carreira com uma história de assassinato, descobre que esta pode estar relacionada a sua recente conquista amorosa

37 - Spoiled (O Romance)

Uma mulher, entediada pela falta de atenção de seu marido cientista, começa a ter um caso com um funcionário da TV a cabo.

38 - Yellow (Covarde)

Durante a Primeira Guerra Mundial um general sentencia o seu próprio filho à morte por atos de covardia frente ao inimigo, porém, quando a sós, combina com ele apenas uma encenação de morte.

### 4ª Temporada (1992)
39 - None but the Lonely Heart (Somente um Coração Solitário)

Um homem que só se casa com mulheres mais velhas para ficar com seu dinheiro se vê perseguido por suas conquistas

40 - This'll Kill Ya (Isto Matará Você)

Um grupo de cientistas trabalha em um projeto que busca desenvolver a cura definitiva para todas as doenças.

Este episódio conta com a participação da brasileira Sônia Braga.
41 - On a Deadman's Chest (No Peito de um Homem Morto)

Uma estrela do rock, que despreza a mulher do seu companheiro de banda, tem seu rosto tatuado em seu peito e por mais que tente não consegue apagá-la

42 - Seance (Sessão de Espiritismo)

Dois vigaristas tentam enganar um magnata rico. Mas quando este morre acidentalmente os dois tentam aplicar o golpe em sua viúva. 

43 - Beauty Rest (Concurso Desejado)

Uma modelo resolve matar sua rival para ganhar um misterioso concurso de beleza

44 - What's Cookin (O Que estão a Cozinhar)

Um casal que está com seu restaurante a beira da falência vêem sua situação melhorar quando seu funcionário passa a preparar deliciosos bifes.

45 - The New Arrival (A Nova Chegada)

Um arrogante psicólogo infantil recebe uma ligação em seu programa de rádio de uma mãe que pede ajuda para corrigir o comportamento de sua filha.

46 - Showdown (Showdown)

No faroeste, um caubói descobre que era errada a sua ideia de ter escapado vivo de uma armadilha feita por seus inimigos há mais de um século atrás.

47 - King of the Road (Rei da Estrada)

Um corredor chantagista não imagina o que lhe acontecerá quando disputa uma corrida com o pai de sua amante.

48 - Maniac at Large (Um Maníaco a solta)

Uma bibliotecária é obrigada a ficar trabalhando após o expediente noturno. Alguns ruídos e situações a fazem acreditar que um maníaco homicida está bem próximo dela.

49 - Split Personality (As Gêmeas)

Um homem que sempre teve a fantasia de namorar irmãs gêmeas realiza seu sonho quando encontra duas irmãs milionárias. 

50 - Strung Along (A Marionete)

Um manipulador de marionetes aposentado começa a desconfiar que sua jovem esposa o está traindo.
51 - Werewolf Concerto (O Concerto do Lobo)

Um lobisomem está assassinando os hóspedes de um resort, porém o gerente do local contrata um caçador para solucionar este problema.

52 - Curiosity Killed (A Curiosidade Mata)

Dois casais de idosos resolvem acampar quando uma das idosas começa a suspeitar que estão tramando para matá-la

### 5ª Temporada (1993)
53 - Death of Some Salesman (A Morte de Um Vendedor)

Um vendedor viaja pelo país aplicando golpes em famílias do interior.
54 - As Ye Sow (Como Combinado)

Um homem está certo de que sua esposa está tendo um caso com um padre, e contrata um profissional para separá-los.

55 - Forever Ambergris (Ambergris para Sempre)

Um fotógrafo de guerra vê a cobertura de um conflito na América Central como a grande chance de reacender sua carreira.

56 - Food for Thought (Alimento para o Pensamento)

Em um circo, uma leitora de mentes é escravizada pelo amante que tem poderes telepáticos, mas que não imagina que esses poderes podem traí-lo. 

57 - People Who Live in Brass Hearses (Pessoas que vivem em Carros Funerários)

Dois irmãos decidem assaltar uma fábrica de sorvetes. Durante o assalto deparam-se com alguns imprevistos e surpresas.
58 - Two for the Show (Duas é Melhor do que Uma)

Ao descobrir que sua esposa o está traindo o marido a assassina. Ele só não imaginava que a polícia iria descobrir o crime tão cedo.
59 - House of Horror (Casa do Terror)

O teste final dos candidatos interessados em ingressar em um grupo universitário é realizado em uma casa mal-assombrada.
60 - Well Cooked Hams (Presuntos Bem Cozidos)

No início do século, um famoso mágico é morto por um oportunista, que rouba um de seus segredos.

Mais tarde, um velho ilusionista aparece na vida do mágico, com um truque muito impressionante, porém o mágico oportunista não imagina que cometerá duas vezes o mesmo erro.

61 - Creep Course (Curso Maldito)

Uma estudante do Ensino Médio está prestes a descobrir terríveis segredo sobre o antigo Egito.

62 - Came the Dawn (Ao Amanhecer)

Ao dar carona para uma garota o motorista percebe que ambos tem muito em comum.

63 - Oil's Well That Ends Well (Bom óleo, Bem termina)

Dois golpistas se fingem funcionários de uma petrolífera, e aplicam um golpe em acionistas, porém um acordo está por trás de toda a farsa.
64 - Half-Way Horrible (Metade Horripilante)

Um empresário começa a sofrer as consequências de seus atos passados.

65 - Till Death Do We Part (Até que a Morte nos Separe)

Uma garçonete envolve-se com o amante de uma poderosa criminosa.

### 6ª Temporada (1994 - 1995)
Nesta temporada foram produzidos 15 episódios.
66 - Let the Punishment Fit the Crime (Cada Pena uma Sentença)

Em uma pequena cidade uma advogada é dedicada por um problema de trânsito. Levada ao tribunal ela enfrenta estranhas sessões de julgamento.
67 - Only Skin Deep (Apenas a Superfície)

Um homem envolve-se com uma mulher sedutora em uma festa a fantasia e ambos fazem o trato de não revelarem suas verdadeiras identidades e rostos um para o outro.
68 - Whirlpool (Redemoinho)

Uma escritora de quadrinhos, vítima de uma espiral temporal, passa a vivenciar repetidamente o mesmo dia.
69 - Operation Friendship (Operação Amizade)

Um jovem começa a enfrentar problemas quando o seu melhor amigo fica com ciúmes da sua nova namorada.
70 - Revenge is the Nuts (A Vingança É uma Loucura)

Um enfermeiro sádico de uma casa de repouso para cegos diverte-se torturando e humilhando os pacientes.
71 - The Brible (O Suborno)

Investigador de incêndios aceita suborno para poder pagar a faculdade de seua filha. Porém, quando faz algo para tentar acabar com seu arrependimento é tarde demais
72 - The Pit (O Combate)

Dois lutadores rivais se preparam para um combate sanguinário.
73 - The Assassin (O Assassino)

Três policiais investigam um possível infiltrado, invadem sua casa e fazem refém sua esposa, mas não imaginam o segredo por trás do casal.
74 - Staired in Horror (Escadaria do Terror)

Um assassino refugia-se em uma velha mansão para escapar da polícia. Aos poucos ele vai descobrindo uma estranha maldição do lugar.
75 - In The Groove (Sintonia Fina)

Um locutor de rádio finalmente obtém sucesso, mas talvez tenha que cometer um assassinato para mantê-lo. Slash faz uma ponta como um locutor da emissora.
76 - Surprise Party (Festa Surpresa)

Um jovem vai até uma pequena cidade para tomar posse de uma mansão que havia herdado. 

Ao chegar ao local ele se depara com uma festa surpresa.

77 - Doctor of Horror (Doutor dos Horrores)

 Uma dupla de seguranças de uma funerária passa a auxiliar um cientista em sua busca da alma humana.
78 - Comes The Dawn (Chega o Amanhecer)

Uma dupla de militares vai até uma região isolada investigar os recentes casos de assassinatos ocorridos no local, mas não contavam com a presença de uma antiga colega de batalha.
79 - 99 & 44 / 100 Pure Horror (99 & 44 / 100 de Puro Horror)

Depois que sua criações são rejeitadas pelo seu principal cliente, uma pintora toma atitudes drásticas para poder manter o seu status.

80 - You, Murderer (O Homem que Estava Morto)

Uma armadilha é montada para um rico executivo, mas mesmo depois de morto, ele continua a ver o que acontece a sua volta.

### 7ª Temporada (1996)
81 - Fatal Caper (Trama Fatal)

Um homem prestes a morrer prepara seu testamento e pretende não entregar nada aos gananciosos filhos, mas mortes seguidas fazem com que a história fique cada vez mais macabra.
82 - Last Respects (Últimas Honras)

Quando um casal de idosos é dilacerado por cães, uma pata de macaco é encontrada em seus cadáveres, e vai parar na loja de três irmãs, as novas donas podem fazer três desejos, mas a ganância de uma delas acaba fazendo com que a situação se piore a cada um deles.
83 - A Slight Case of Murder (Um Peculiar Caso de Assassinato)

Um jogo de gato e rato inicia-se entre uma escritora e seu marido quando ele pensa que ela tem um caso com o filho do vizinho.
84 - Escape (Escape)

Um soldado entrega seus companheiros e vai para a prisão, mas lá encontra um inimigo indesejado, o que é mais um motivo para escapar.
85 - Horror in the Night (Terror na Noite)

Após trair sua gangue e fugir com as jóias de um assalto, Nick esconde-se em um hotel dominado por forças estranhas.
86 - Cold War (Guerra Fria)

A história narra as aventuras de um jovem casal de zumbis urbanos. Neste episódio Ewan Mcgregor é um dos protagonistas.
87 - The Kidnapper (O Sequestrador)

Jovem inconformado por sua companheira dar mais atenção ao seu filho recém nascido do que a ele, elabora um meio deste ser sequestrado.
88 - Report from the Grave (Relatório do Túmulo) 

Jovem cientista tenta trazer sua namorada de volta a avida após esta ter morrido em experiência.
89 - Smoke Wrings (Caos Mental)

Um publicitário amador conquista a clientela de uma indústria de chocolate com seus anúncios pouco interessantes, através de um equipamento que controla a mente, mas o recém-chegado publicitário não tem noção de que o equipamento é uma poderosa arma. Este episódio conta com a participação de Daniel Craig
90 - About Face (Mantendo as Aparências)

Um padre descobre que é pai de duas garotas, uma gentil e linda e a outra deformada e rancorosa.
91 - Confession (Confissão)

Um escritor de histórias de suspense é o principal suspeito de uma onda de assassinatos ocorridos na cidade.
92 - Ear Today... Gone Tomorrow (Hoje Ouvido... Amanhã Esquecido)
Um antigo criminoso submete-se a uma experiência para poder retornar ao mundo do crime.
93 - The Third Pig (O Terceiro Porquinho)

Um dos três Porqunhos planeja matar o Lobo Mau após este ter comido seus irmãos. Este episódio é uma animação.